# Slatina (Bor)
Slatina (em cirílico:Слатина) é uma vila da Sérvia localizada no município de Bor, pertencente ao distrito de Bor, na região de Timočka Krajina. A sua população era de 921 habitantes segundo o censo de 2002.

## Demografia
| 1948  | 1953  | 1961  | 1971  | 1981  | 1991  | 2002 |
| ----- | ----- | ----- | ----- | ----- | ----- | ---- |
| 1 350 | 1 381 | 1 562 | 1 325 | 1 253 | 1 116 | 921  |